# Nanilla tuberculata
Nanilla tuberculata là một loài bọ cánh cứng trong họ Cerambycidae.